# Мали Върбовник
Мали Върбовник е село в Западна България. То се намира в община Бобов дол, област Кюстендил.

## География
Местността е предимно хълмиста. Селото се намира в подножието на няколко възвишения, най-известното от които е Поглед.

## Население
Численост и дял на етническите групи според преброяването на населението през 2011 г.:
|                     | Численост | Дял (в %) |
| Общо                | 108       | 100,00    |
| Българи             | 101       | 93,51     |
| Турци               | 0         | 0,00      |
| Цигани              | 7         | 6,48      |
| Други               | 0         | 0,00      |
| Не се самоопределят | 0         | 0,00      |
| Неотговорили        | 0         | 0,00      |

## Културни и природни забележителности
- Паметник-бюст на Анани Георгиев (Запорожеца) – намира се в центъра на селото.

## Редовни събития
В началото на октомври се провежда редовно събор.